# ブルース・グレンヴィル
ブルース・グレンヴィル（Bruce Grenville、1950年1月1日 - ）はニュージーランドのオークランド出身のアナキスト（無政府主義者）のアーティスタンプとして切手を制作する芸術家。映画通。ブルース・ロナルド・ヘンダーソン(Bruce Ronald Henderson)、マーチン・レンウィック(Martin Renwick)とも。
1968年から1980年代に彼はユートピア国家として独自の解釈で旧ポルトガル領で当時インドネシアに占領されていた現在の東ティモール民主共和国の飛び地であるオエクシ＝アンベノやオマーンのスルターン皇帝国の独立主張の悪戯のデマを仕掛けた。これらはメディアを通して彼のアナキストとしてのメッセージを訴えたものであった。
1973年に彼はオクシ＝アンベノ首長国政主張政府は彼が新しく設立したミネルバ共和国（実際にあるトンガのミネルバリーフ）を最初に承知した国だと主張し、独自の歴史の解釈を付け加えて評判を得て、ニュージーランド・ヘラルド誌がこれを大きく取り上げた、オクシ＝アンベノ首長国政主張政府のリーダーは誰なのか？とメディアから注目を集め、オクシ＝アンベノ中心に彼は世界のメディアに掲載し、さらに注目を集めた。さらに1977年に彼はアーティスタンプとしてオクシ＝アンベノ首長国政主張政府の偽切手の生産を勝手に製作し、切手コレクターなどからも注目され、それ以降、彼は「国」をテーマにした彼が考えたユーモアがある仮想国家を次々と設立し、アーティスタンプとしてのアート作品として偽装の切手を制作して行った。
彼のアーティスタンプとしてのユートピア国家の想像力はオクシ＝アンベノ首長国やスルターン皇帝国以外にもケンプランド共和国（オーストラリア）、セダン王国（実際に19世紀に存在したフランスの王国）、ケンプランド人民共和国、自由ヴィンランド共和国、ラウル共和国（ケルマディック諸島のラウル島）、ツイ・ツイ共和国、アラモアナ共和国、ポートマリア共和国、ジーガーラント共和国、カレンニー共和国（ミャンマーのカレン）、ブハラ共和国、アルダブラ共和国（セーシェルのアルダブラ環礁）、上ヤファ共和国（南アラビア保護領の上ヤファ首長国、現在はイエメンに統合）、新アルカディア共和国、南極連合など22のアーティスタンプの仮想上の国があり、1968年から1995年に製作された。これらは、彼が独自に設立したASEANや国連のパロディである独立国家国際評議会(International Council of Independent States、ICIS)に加盟していると言う設定であり、これらの彼が制作した仮想上の国のアーティスタンプ作品はメールアートとして、国際インビテーション・アーティスタンプ、1993年にアメリカのシアトルで開催された第3回国際アーティスタンプ・ビエンナーレ、太平洋岸北西部アーティスタンプ・コレクティブ、1994年にスペインのバルセロナで開催されたArtesellos in BarcelonaやロシアのMAILARTISSIMO 2004などアーティスタンプの個展や覧会にも参加した。
彼が作ったこういった世界の国々は時折ミクロネーションとされる事もあるが、実在しない彼が設立した仮想上の国である。
映画ファンでもある彼は1999年1月にイギリスのBBC制作のSFテレビドラマ「ドクター・フー」のどこかに消えて無くなっていた、1965年の原題「The Crusade (Doctor Who)」のエピソード「"The Lion"」の貴重なフィルムをネーピアにある自宅のガレージで発見し、ドクター・フーのファン会員達に、その事を通知していた。これはメディアでも大きく取り上げられ、後に彼のコレクションの「ドクター・フー」のこのフィルムはVHSやDVDでもリリースされた。